# Daniel Brühl
Daniel Brühlⓘ, właśc. Daniel César Martín Brühl González Domingo (ur. 16 czerwca 1978 w Barcelonie) – niemiecko-hiszpański aktor filmowy i telewizyjny.

## Życiorys

### Wczesne lata
Urodził się w Barcelonie, jako syn Marisy González Domingo, nauczycielki hiszpańskiego, i Hanno Brühla (1937–2010), urodzonego w Brazylii niemieckiego reżysera telewizyjnego i dokumentalisty. Wkrótce po jego narodzeniu, jego rodzina przeniosła się do Kolonii, w Niemczech, gdzie wychował się i uczęszczał do Dreikönigsgymnasium. Dorastał w dwujęzycznym domu, opanował znakomicie język niemiecki, hiszpański, kataloński, francuski i angielski.

### Kariera
Po raz pierwszy pojawił się na szklanym ekranie w wieku siedemnastu lat w operze mydlanej Verbotene Liebe (1995). Wkrótce trafił na kinowy ekran w komedii Szkoła (Schule, 2000). Jednak prawdziwy sukces przyniosła mu rola Alexa w filmie Good bye, Lenin! (2003). W dramacie Charlesa Dance’a Lawendowe wzgórze (Ladies in Lavender, 2004) z Judi Dench i Maggie Smith pojawił się jako Andrea. Za kreację dzielnego, ale niezbyt sympatycznego kierowcy Formuły 1 Nikiego Laudy w biograficznym dramacie sportowym Rona Howarda Wyścig (Rush, 2013) dostał nominację do Złotego Globu i BAFT-y.
W 2011 roku został właścicielem hiszpańskiego tapas baru Bar Raval w Berlinie.
Zasiadał w jury sekcji „Cinéfondation” na 59. MFF w Cannes (2006).

## Życie prywatne
W latach 2001–2006 był w nieformalnym związku z niemiecką aktorką Jessicą Schwarz. W 2010 związał się z psycholog Felicitas Rombold. Mają syna, Antona (ur. 2016).

## Filmografia

### Filmy fabularne
- 1996: Pakt (Der Pakt – Wenn Kinder töten, TV) jako Nikolas Koll
- 1997: Blutiger Ernst (Bloody Serious, TV) jako Reinhold Gerwander
- 2000: Szkoła (Schule) jako Markus Baasweiler
- 2001: Żadne żale (Nichts Bereuen) jako Daniel
- 2001: Biały szum (Das weiße Rauschen) jako Lukas (nagroda German Film Award dla najlepszego aktora roku)
- 2002: Vaya Con Dios jako Arbo
- 2003: Good bye, Lenin! (Good Bye Lenin!) jako Alexander ‘Alex’ Kerner (Europejska Nagroda Filmowa dla najlepszego aktora)
- 2004: Edukatorzy (Die fetten Jahre sind vorbei) jako Jan
- 2004: Miłość w myślach (Was nützt die Liebe in Gedanken) jako Paul Krantz
- 2004: Lawendowe wzgórze jako Andrea Marowski
- 2005: Boże Narodzenie (Joyeux Noël) jako Horstmayer
- 2006: Auta (Cars) jako Zygzak McQueen (głos)
- 2006: Salvador (Puig Antich) jako Salvador Puig Antich
- 2007: Dwa dni w Paryżu (2 Days in Paris) jako Lukas
- 2007: Ultimatum Bourne’a (The Bourne Ultimatum) jako Martin Kreutz
- 2008: Uczeń czarnoksiężnika (Krabat) jako Tonda
- 2008: Wojna uczuć (In Transit) jako Klaus
- 2009: John Rabe jako Georg Rosen
- 2009: Bękarty wojny (Inglourious Basterds) jako Fredrick Zoller
- 2011: Intruzi (Intruders) jako ojciec Antonio
- 2012: 7 dni w Hawanie (7 días en La Habana) jako Leonardo
- 2013: Piąta władza (The Fifth Estate) jako Daniel Berg
- 2013: Wyścig (Rush) jako Niki Lauda
- 2014: Bardzo poszukiwany człowiek (A Most Wanted Man) jako Max
- 2014: Twarz anioła (The Face of an Angel) jako Thomas Lang
- 2015: Colonia jako Daniel
- 2015: Ugotowany (Burnt) jako Tony
- 2015: Złota dama (Woman in Gold) jako Hubertus Czernin
- 2016: Kapitan Ameryka: Wojna bohaterów (Captain America: Civil War) jako Helmut Zemo
- 2017: Azyl jako Lutz Heck
- 2018: Siedem dni (Entebbe) jako Wilfried Böse
- 2018: Paradoks Cloverfield (The Cloverfield Paradox) jako Schmidt
- 2019: Moja mała Zoe (My Zoe) jako Thomas Fischer
- 2021: Nebenan jako Daniel
- 2021: King’s Man: Pierwsza misja (The King’s Man) jako Erik Jan Hanussen
- 2022: Na Zachodzie bez zmian (Im Westen nichts Neues) jako Matthias Erzberger

### Seriale TV
- 1995: Zakazana miłość (Verbotene Liebe) jako Benji Kirchner
- 1997: Telefon 110 (Polizeiruf 110) jako Robert Voigt
- 2000: Tatort: Die kleine Zeugin jako Achim
- 2018: Alienista jako Doktor Laszlo Kreizler
- 2021: Falcon i Zimowy Żołnierz (The Falcon and the Winter Soldier) jako Helmut Zemo
- 2024: Becoming Karl Lagerfeld jako Karl Lagerfeld